# زيبتومتر
زيبتومتر (zeptometre حسب تهجئة المكتب الدولي للأوزان والمقاييس) وحدة لقياس الأطوال في النظام المتري، تقدر ب10−21 وحدة طول أي متر.